# Threnetes leucurus
El ermitaño barbudo coliblanco (Threnetes leucurus), también denominado ermitaño coliblanco (en Colombia), garganta lanza coliblanca (en Venezuela), ermitaño colipálida,  barbita colipálida (en Ecuador, ermitaño de cola pálida (en Perú) o pico de sable de cola blanca, es una especie de ave apodiforme de la familia Trochilidae, una de las tres pertenecientes al género Threnetes. Es nativo de la cuenca del Amazonas y del escudo guayanés.

## Distribución y hábitat
Se distribuye por toda la región amazónica y de las Guayanas, desde el sur y este de Colombia hacia el sur por el este de Ecuador, este de Perú hasta el norte de Bolivia, hacia el este por el sur y este de Venezuela, Guyana, Surinam, Guayana Francesa y la Amazonia brasileña (excepto el cuadrante noreste, al norte del río Amazonas).
Esta especie, a pesar de ampliamente diseminada, es considerada generalmente local y poco común en sus hábitats naturales: los locales más abiertos dentro de selvas húmedas de tierras bajas y montanas, bosques en márgenes de ríos, bosques de transición y pantanosos (incluyendo várzea e igapó), crecimientos secundarios, pastizales arbustivos y plantaciones. Ocurre por debajo de los 500 m de altitud en la Guayana Francesa, hasta los 850 m en Venezuela, desde el nivel del mar hasta los 1800 m en Perú.

## Sistemática

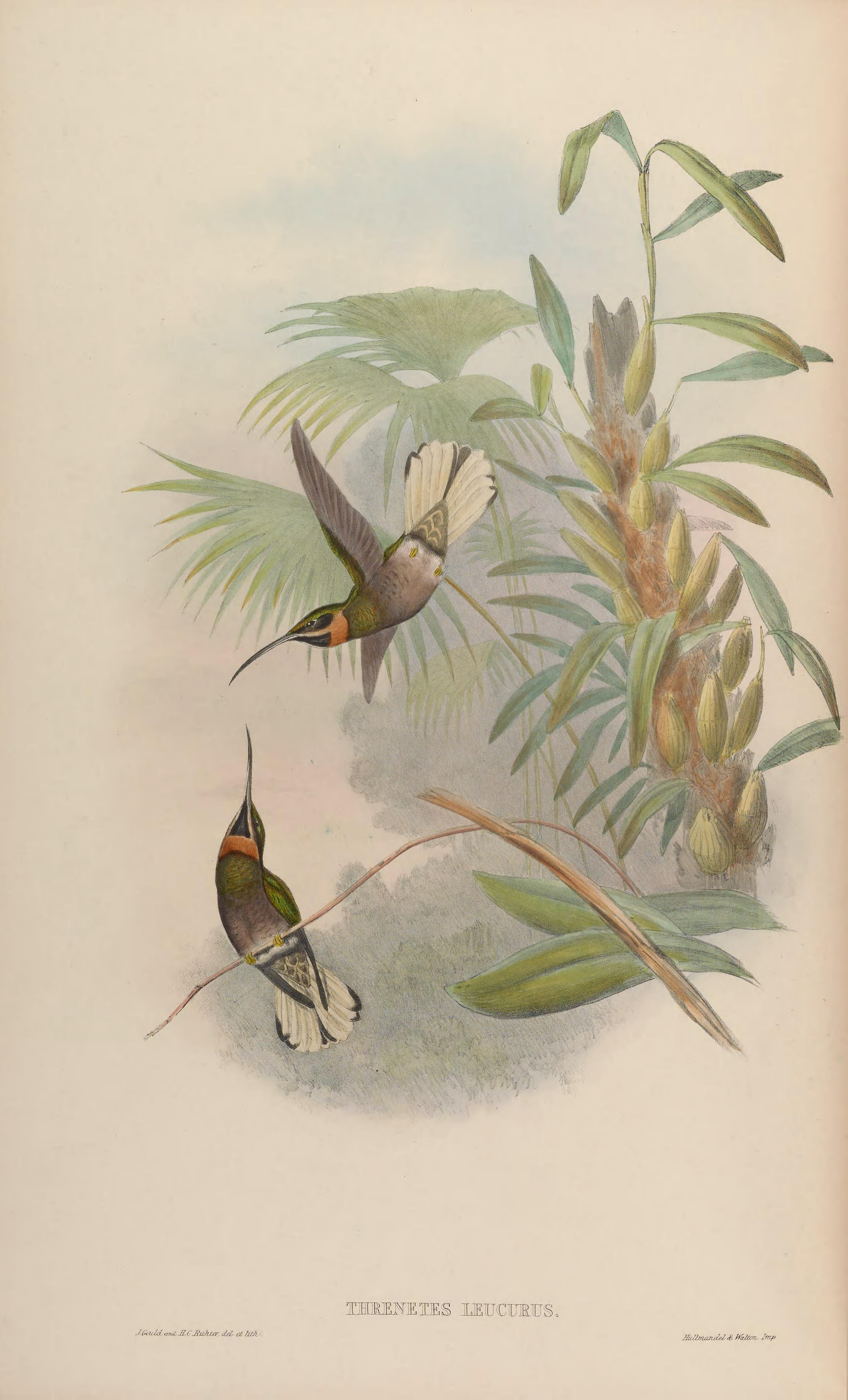
Threnetes leucurus, ilustración de Gould y Richter en A monograph of the Trochilidae, or family of humming-birds, 1849.

### Descripción original
La especie T. leucurus fue descrita por primera vez por el naturalista sueco Carlos Linneo en 1766 bajo el nombre científico Trochilus leucurus; su localidad tipo es: «América del Sur» restringido después para «Surinam».

### Etimología
El nombre genérico masculino «Threnetes» proviene del griego «thrēnētes» que significa ‘de luto’, ‘enlutado’; y el nombre de la especie «leucurus», se compone de las palabras del griego «leukos» que significa ‘blanco’, y «oura» que significa ‘cola’.

### Taxonomía
En la literatura más antigua, la presente especie y Threnetes niger eran tratadas como especies separadas; subsecuentemente fueron unidas bajo el nombre T. niger, que tiene prioridad, como la subespecie T. niger leucurus. Sin embargo, principalmente debido a la simpatría potencial de las dos especies así como también debido a la falta de evidencias claras, hubo acuerdo general de volver a la configuración tradicional de dos especies separadas.

### Subespecies
Según las clasificaciones del Congreso Ornitológico Internacional (IOC)  y Clements Checklist/eBird  se reconocen cuatro subespecies, con su correspondiente distribución geográfica:
- Threnetes leucurus leucurus (Linnaeus), 1766 – sur y este de Venezuela hasta Guyana y Surinam al sur a través de la Amazonia brasileña hasta el norte de Bolivia; es rara en la Guayana Francesa.
- Threnetes leucurus cervinicauda Gould, 1855 – este de Colombia al sur hasta el noreste de Perú y adyacencias del oeste amazónico de Brasil.
- Threnetes leucurus rufigastra Cory, 1915 – centro este de Perú (al sur del río Marañón) hasta el norte de Bolivia (Beni).
- Threnetes leucurus medianus Hellmayr, 1929 – noreste amazónico de Brasil al sur del río Amazonas (Pará).